# Capcom
Capcom Co., Ltd. (Nhật: 株式会社カプコン Hepburn: Kabushiki-gaisha Kapukon) là một công ty phát triển và phát hành trò chơi điện tử Nhật Bản nổi tiếng với việc tạo ra rất nhiều nhượng quyền triệu USD, bao gồm Street Fighter, Mega Man, Darkstalkers, Resident Evil, Devil May Cry, Onimusha, Dino Crisis, Dead Rising, Sengoku Basara, Ghosts 'n Goblins, Monster Hunter, Breath of Fire, và Ace Attorney cũng như các trò chơi dựa trên hoạt hình của Disney. Thành lập năm 1979, công ty đã trở thành một doanh nghiệp quốc tế với các công ty con ở Châu Á, Châu Âu và Bắc Mỹ.

## Lịch sử
Tiền nhiệm của Capcom, tập đoàn I.R.M, do Tsujimoto Kenzo thành lập vào ngày 30 tháng 5 năm 1979. Tsujimoto vẫn là chủ tịch của Irem Corporation khi ông sáng lập ra I.R.M. Tsujimoto làm việc đồng thời ở cả hai công ty cho đến khi rời khỏi công ty vào năm 1983.
Các công ty đầu tiên sinh ra chi nhánh Nhật Bản của Capcom là I.R.M. cũng như công ty con Japan Capsule Computers Co., Ltd., cả hai đều ưu tiên  cho việc sản xuất và phân phối máy chơi trò chơi điện tử. Hai công ty đã đổi tên thành Sambi Co., Ltd. vào tháng 9 năm 1981, trong khi Tsujimoto Kenzo thành lập Capcom Co., Ltd. vào ngày 11 tháng 6 năm 1983, với mục đích tiếp quản bộ phận kinh doanh nội bộ.
Vào tháng 1 năm 1989, công ty liên kết cũ Capcom Co., Ltd. sáp nhập với Sambi Co., Ltd, và kết quả là thành lập chi nhánh của Nhật Bản hiện tại. Cái tên Capcom là từ bị cắt bớt của "Capsule Computers", một thuật ngữ mà công ty đưa ra để mô tả cácmáy chơi trò chơi arcade sản xuất trong những năm đó, một thiết kế tách biệt khỏi các máy tính cá nhân đang trở nên phổ biến tại thời điểm đó. Từ capsule ám chỉ cách Capcom so sánh phần mềm trò chơi của mình như "một viên nang gói trọn niềm vui khi chơi trò chơi", cũng như mong muốn bảo vệ tài sản trí tuệ với lớp vỏ ngoài cứng, ngăn chặn các bản sao bất hợp pháp và bắt chước kém.
Trong khi sản phẩm chạy bằng xèng đầu tiên của Capcom là Little League bắt đầu từ tháng 7 năm 1983, trò chơi arcade thực sự đầu tiên của họ là Vulgus, phát hành vào tháng 5 năm 1984. Bắt đầu với việc đưa bản chuyển thể của trò chơi 1942 lên Nintendo Entertainment System vào tháng 12 năm 1985, công ty tham gia vào thị trường trò chơi điện tử gia đình, và trở thành phân khúc kinh doanh chính vài năm sau đó. Bộ phận Capcom USA đã có một thời gian ngắn vào cuối những năm 1980 lấy tư cách là hãng phát hành trò chơi điện tử cho máy tính Commodore 64 và IBM PC DOS mặc dù việc phát triển các phiên bản chuyển thể này do các công ty khác đảm nhiệm. Capcom đã tạo ra 15 loạt trò chơi bán chạy lên đến hàng triệu bản, thành công nhất trong số đó là Resident Evil, ra mắt vào năm 1996. Trò chơi điện tử có doanh thu cao nhất của Capcom là trò chơi đối kháng Street Fighter II (1991), phần lớn đóng góp vào thành công của hãng trong lĩnh vực trò chơi điện tử.
Capcom được ghi nhận là nhà phát hành lớn cuối cùng cam kết chỉ phát hành trò chơi với định dạng 2D, mặc dù điều này không phải là hoàn toàn do họ lựa chọn. Cam kết của công ty đối với Super Nintendo Entertainment System khiến họ bị tụt hậu so với các nhà phát hành khác trong việc phát triển các trò chơi 3D. Ngoài ra, đồ họa 2D theo phong cách phim hoạt hình trong các trò chơi như Darkstalkers: The Night Warriors và X-Men: Children of the Atom trở nên nổi tiếng, dẫn đến việc Capcom chấp nhận như đây là một phong cách độc quyền và áp dụng với nhiều trò chơi hơn.
Năm 1994, Capcom đã biến loạt trò chơi song đấu "Street Fighter" thành một bộ phim cùng tên. Mặc dù thu được thành công về mặt thương mại, công ty lại bị phê phán gay gắt. Bộ phim người đóng năm 2002, Resident Evil, phải đối mặt với những lời chỉ trích tương tự nhưng vẫn thành công khi ra rạp. Công ty xem những bộ phim là một cách để tăng doanh thu cho các trò chơi.
Capcom hợp tác với Nyu Media vào năm 2011 để phát hành và phân phối các trò chơi điện tử độc lập (dōjin soft) mà Nyu đã bản địa hóa sang tiếng Anh. Công ty làm việc với công ty địa phương của Ba Lan để đưa các trò chơi của Capcom lên các hệ máy khác, các ví dụ đáng chú ý là phiên bản PC của DmC: Devil May Cry và các bản làm lại trên PlayStation 4 và Xbox One của nó, phiên bản PC của Dragon's Dogma phát hành vào tháng 1 năm 2016 và phiên bản Dead Rising trên PlayStation 4, Xbox One và PC phát hành vào ngày 13 tháng 9 năm 2016.
Vào ngày 27 tháng 8 năm 2014, Capcom đã đệ đơn kiện Koei Tecmo Games đã vi phạm bằng sáng chế tại Tòa án quận Osaka với mức bồi thường 980 triệu yên. Capcom tuyên bố Koei Tecmo Games vi phạm một bằng sáng chế hồi năm 2002 liên quan đến một tính năng trong các trò chơi.
Vào ngày 2 tháng 11 năm 2020, công ty báo cáo máy chủ của họ bị ảnh hưởng bởi ransomware, xáo trộn dữ liệu của nó và các tác nhân đe dọa, nhóm hacker Ragnar Locker, bị cáo buộc đã đánh cắp 1TB dữ liệu nhạy cảm của công ty và tống tiền Capcom để họ trả tiền để xóa ransomware. Đến giữa tháng 11, nhóm bắt đầu đưa thông tin từ vụ hack lên mạng, bao gồm thông tin liên lạc của 350.000 nhân viên và đối tác của công ty cũng như kế hoạch cho các trò chơi sắp tới, cho thấy Capcom đã chọn không trả tiền cho nhóm. Capcom đã khẳng định rằng không có thẻ tín dụng hoặc thông tin tài chính tương tự nào bị mất vì vụ hack.

## Cấu trúc tập đoàn

### Các xưởng phát triển
Trong vài năm đầu sau khi thành lập, chi nhánh Capcom của Nhật Bản có ba nhóm phát triển gọi là "Planning Rooms", dẫn đầu là Fujiwara Tokuro, Nishiyama Takashi và Okamoto Yoshiki. Sau đó, một số xưởng phát triển nội bộ gọi là "Production Studios" sẽ phát triển trò chơi, mỗi xưởng được giao các trò chơi khác nhau. Bắt đầu từ năm 2002, quá trình phát triển đã cải thiện để có thể chia sẻ công nghệ và chuyên môn tốt hơn, và tất cả các xưởng từng bước tái cơ cấu thành các phòng ban lớn hơn, chịu trách nhiệm về các nhiệm vụ khác nhau. Trong khi vẫn có các bộ phận khép kín để tạo ra các trò chơi arcade, pachinko và pachislo, trực tuyến và di động, Consumer Games R&D Division thay vì là một sự pha trộn của các bộ phận phụ trách các giai đoạn phát triển trò chơi khác nhau.
Capcom có ba bộ phận nội bộ phát triển trò chơi. Đó là Consumer Games Development Division 1 do Takeuchi Jun đứng đầu với Resident Evil, Devil May Cry, Dead Rising, và các nhượng quyền thương mại khác (thường nhắm mục tiêu đến bộ phận khách hàng Bắc Mỹ và Châu Âu), Consumer Games Development Division 2 do Tsujimoto Ryozo đứng đầu (cũng đứng đầu Mobile Online Development Division) với Monster Hunter, Onimusha, Ace Attorney, Sengoku Basara và các nhượng quyền thương mại khác có IP truyền thống hơn (thường nhắm mục tiêu đến khách hàng Nhật Bản) và Consumer Games Development Division 3 với Street Fighter, Marvel vs. Capcom, Lost Planet, Dragon's Dogma và các nhượng quyền thương mại trực tuyến khác (thường nhắm mục tiêu đến khách hàng chung trên toàn thế giới).
Ngoài các xưởng nội bộ, Capcom cũng trả tiền hoa hồng cho các xưởng thuê ngoài để đảm bảo đầu ra ổn định. Tuy nhiên, sau khi Dark Void và Bionic Commando thất bại, ban điều hành công ty đã quyết định hạn chế việc thuê ngoài cho các phần tiếp theo và các phiên bản mới hơn của các thương hiệu hiện có. Việc sản xuất trò chơi, ngân sách và hệ máy hỗ trợ được quyết định trong các cuộc họp phê duyệt quá trình phát triển, có sự tham dự của ban điều hành và bộ phận tiếp thị, bán hàng và kiểm soát chất lượng.

### Chi nhánh và công ty con
Ngoài trụ sở chính và tòa nhà R&D của Capcom Co., Ltd., đều nằm ở Chūō-ku, Osaka, công ty mẹ ở Nhật Bản cũng có văn phòng chi nhánh tại Tòa nhà Shinjuku Mitsui ở Nishi-Shinjuku, Shinjuku, Tokyo. Công ty cũng có một chi nhánh ở Iga, Mie là Ueno Facility.
Tập đoàn Capcom quốc tế bao gồm 15 công ty con tại Nhật Bản, Bắc Mỹ, Châu Âu và Đông Á. Các công ty liên kết bao gồm Koko Capcom Co., Ltd. tại Hàn Quốc, Street Fighter Film, LLC tại Mỹ và Dellgamadas Co., Ltd.

### Phương tiện truyền thông liên quan đến trò chơi
Ngoài việc phát triển và phát hành các trò chơi gia đình, trực tuyến, di động, trò chơi arcade, pachinko và pachislo, công ty còn phát hành hướng dẫn chơi trò chơi, duy trì các trung tâm giải trí arcade riêng ở Nhật Bản gọi là Plaza Capcom, được cấp phép nhượng quyền thương mại và đặc tính nhân vật để áp dụng các trên sản phẩm, phim điện ảnh, phim truyền hình và các buổi biểu diễn trên sân khấu.
Suleputer, một nhãn hàng tiếp thị và âm nhạc tại gia thành lập với sự hợp tác của Sony Music Entertainment Intermedia năm 1998, phát hành đĩa CD, DVD và các phương tiện truyền thông khác dựa trên các trò chơi của Capcom. Hội nghị thượng đỉnh truyền thông tư nhân hàng năm có tên là Captivate, đổi tên từ Gamers Day hồi năm 2008, theo truyền thống sẽ được sử dụng làm nền tảng thông báo trò chơi và chiến lược kinh doanh mới.

## Trò chơi
| Thương hiệu       | Phát hành đầu tiên | Doanh thu |
| ----------------- | ------------------ | --------- |
| Resident Evil     | 1996               | 110.0     |
| Monster Hunter    | 2004               | 72.0      |
| Street Fighter    | 1987               | 46.0      |
| Mega Man          | 1987               | 36.0      |
| Devil May Cry     | 2001               | 23.0      |
| Dead Rising       | 2006               | 14.0      |
| Marvel vs. Capcom | 1996               | 9.9       |
| Onimusha          | 2001               | 8.4       |
| Ace Attorney      | 2001               | 8.1       |
| Lost Planet       | 2006               | 6.3       |

Capcom bắt đầu nhượng quyền thương mại Street Fighter vào năm 1987. Loạt trò chơi song đấu này là một trong những trò chơi phổ biến nhất trong thể loại. Với doanh thu bán ra hơn 50 triệu bản, loạt này đóng vai trò là thương hiệu hàng đầu của Capcom. Cùng năm đó, công ty giới thiệu dòng sản phẩm Mega Man, cũng bán gần 40 triệu bản.
Công ty phát hành sản phẩm đầu tiên trong loạt kinh dị sống còn Resident Evil vào năm 1996. Loạt đã đạt khá nhiều thành công về tài chính, bán ra hơn 100 triệu bản. Tiếp theo phần thứ hai trong loạt Resident Evil, Capcom bắt đầu làm "Resident Evil" cho PlayStation 2. Hoàn toàn khác với loạt hiện tại, Capcom đã quyết định biến ngoại truyện của trò chơi thành loạt riêng, Devil May Cry. Trong khi phát hành hai phần dành riêng cho PlayStation 2, công ty đã đưa các phần sau đó lên các máy chơi trò chơi không phải của Sony. Toàn bộ loạt này đã đạt doanh số vượt quá 20 triệu. Capcom bắt đầu loạt Monster Hunter vào năm 2004. Loạt đã đạt doanh số hơn 60 triệu bản trên nhiều hệ máy.
Mặc dù công ty thường dựa vào các thương hiệu hiện có, hãng cũng đã phát hành và phát triển nhiều tựa trò chơi cho Xbox 360, PlayStation 3 và Wii, dựa trên tài sản trí tuệ ban đầu: Lost Planet: Extreme Condition, Dead Rising, Dragon's Dogma, Asura's Wrath và Zack and Wiki. Trong thời gian này, Capcom cũng giúp phát hành một số tựa trò chơi từ các nhà phát triển phương Tây với các tựa như Remember Me, Dark Void và Spyborgs, các tựa trò chơi mà nhiều nhà phát hành khác không dám thử. Các tựa còn lại là Ōkami, Ōkamiden và Ghost Trick: Phantom Detective.

### Danh hiệu bạch kim
Capcom biên soạn một danh sách, cập nhật hàng quý, gồm các trò chơi bán hơn một triệu bản, gọi là "Danh hiệu bạch kim". Danh sách này ghi tên hơn 100 trò chơi điện tử, dưới đây là mười tựa trò chơi có doanh số hàng đầu tính cho đến ngày 30 tháng 6 năm 2021.
| Including digital distribution | Bao gồm phân phối kỹ thuật số |

| Tựa                            | Ngày phát hành    | Hệ máy                              | Doanh thu (triệu) |
| ------------------------------ | ----------------- | ----------------------------------- | ----------------- |
| Monster Hunter World           | tháng 1 năm 2018  | PlayStation 4, Xbox One, PC         | 17.3              |
| Resident Evil 7: Biohazard     | tháng 1 năm 2017  | PlayStation 4, Xbox One, PC         | 9.8               |
| Resident Evil 2 Remake         | tháng 1 năm 2019  | PlayStation 4, Xbox One, PC         | 8.6               |
| Monster Hunter World: Iceborne | tháng 9 năm 2019  | PlayStation 4, Xbox One, PC         | 8.2               |
| Resident Evil 5                | tháng 3 năm 2009  | PlayStation 3, Xbox 360             | 7.9               |
| Resident Evil 6                | tháng 10 năm 2012 | PlayStation 3, Xbox 360             | 7.9               |
| Monster Hunter Rise            | tháng 3 năm 2021  | Nintendo Switch                     | 7.3               |
| Street Fighter II              | tháng 6 năm 1992  | Super Nintendo Entertainment System | 6.3               |
| Street Fighter V               | tháng 2 năm 2016  | PlayStation 4, PC                   | 5.8               |
| Resident Evil 2                | tháng 1 năm 1998  | PlayStation                         | 4.96              |

## Phê bình và tranh cãi
Năm 2012, Capcom bị chỉ trích vì các chiến thuật bán hàng gây tranh cãi, chẳng hạn như phải trả tiền cho các nội dung bổ sung đã có sẵn trong các tệp của trò chơi, đáng chú ý nhất là Street Fighter X Tekken. Capcom vẫn bảo vệ thói quen đó. Công ty còn bị chỉ trích vì các quyết định kinh doanh khác, như không phát hành một số trò chơi ra thị trường bên ngoài Nhật Bản (đáng chú ý nhất là loạtSengoku Basara), đột ngột hủy bỏ dự án (đáng chú ý nhất là Mega Man Legends 3) và đóng cửa Clover Studio.
Trong năm 2015, công ty đã gỡ phiên bản PlayStation 4 của Ultra Street Fighter IV khỏi Capcom Pro Tour do nhiều vấn đề kỹ thuật và lỗi.
Năm 2016, Capcom phát hành Street Fighter V với nội dung chơi đơn rất hạn chế. Khi ra mắt, có những vấn đề về độ ổn định với mạng, tự khởi động người chơi giữa trò chơi ngay cả khi họ không chơi ở chế độ trực tuyến. Street Fighter V không đạt mục tiêu doanh số 2 triệu vào tháng 3 năm 2016.

### Vi phạm bản quyền
Nghệ sĩ và tác giả Judy A. Juracek đã đệ đơn kiện Capcom vào tháng 6 năm 2021 vì vi phạm bản quyền. Trong hồ sơ tòa án, Juracek khẳng định Capcom đã sử dụng hình ảnh từ cuốn sách Surfaces năm 1996 của cô trong nhiều phần khác nhau của ảnh bìa và các nội dung khác cho Resident Evil 4, Devil May Cry và các trò chơi khác. Điều này bị phát hiện do vi phạm dữ liệu Capcom năm 2020, với một số tệp và hình ảnh khớp với những tệp và hình ảnh có trong CD-ROM đi kèm của cuốn sách. Hồ sơ tòa án ghi nhận một tệp hình ảnh bề mặt kim loại, có tên ME0009 trong tệp Capcoms, có cùng tên chính xác trên đĩa CD-ROM sách. Juracek đã đòi bồi thường thiệt hại hơn 12 triệu đô la Mỹ và 2.500 đến 25.000 đô la tiền quản lý bản quyền cho mỗi bức ảnh bị Capcom sử dụng trái phép. Hiện tại không có thời gian cụ thể áp dụng án phạt. Điều này xảy ra sau khi Capcom bị đạo diễn phim người Hà Lan Richard Raaphorst cáo buộc sao chép thiết kế quái vật từ bộ phim Frankenstein's Army của ông vào trò chơi Resident Evil Village.

### Bài viết
- Capcom Cup
- Capcom Five
- DreamHack
- Evolution Championship Series

### Các công ty do cựu nhân viên của Capcom thành lập
| Tên                | Ngày thành lập      | Chi nhánh                                                                       |
| ------------------ | ------------------- | ------------------------------------------------------------------------------- |
| Crafts & Meister   | 1 tháng 6 năm 2004  | Do Funamizu Noritaka và Katsuhiro thành lập                                     |
| Game Republic      | 1 tháng 7 năm 2003  | Do Okamoto Yoshiki thành lập                                                    |
| Inti Creates       | 8 tháng 5 năm 1996  | Do Takuya Aizu thành lập                                                        |
| Level-5 Comcept    | 1 tháng 12 năm 2010 | Do Inafune Keiji thành lập với tên Comcept                                      |
| PlatinumGames      | 1 tháng 10 năm 2007 | Do Mikami Shinji, Inaba Atsushi, Kamiya Hideki, và Minami Tatsuya thành lập     |
| Tango Gameworks    | 1 tháng 3 năm 2010  | Do Mikami Shinji thành lập                                                      |
| UTV Ignition Games | 26 tháng 9 năm 2001 | Takeyasu Sawaki gia nhập Ignition Tokyo, một công ty con của UTV Ignition Games |